# Mozarab nyelv
A mozarab nyelv (az arab muszt’arab ’elarabosodott’ szóból; spanyolul mozárabe) összefoglaló elnevezés a középkori arab megszállás alatt álló Hispania területén élő, a keresztény vallást megőrző, elarabosodott népesség (vagyis a mozarabok) vulgáris latin eredetű, arab szavakkal kevert újlatin dialektusaira. A nyugati újlatin nyelvek csoportjába tartozott, és valószínűleg a 14. század végére kihalt.

## Jellemzői
A többi újlatin nyelvvel ellentétben lejegyzésére nem a latin ábécét, hanem az arab írást használták. A költészetben fontos szerepe volt, így főleg versekből (ún. jarchákból ismerjük). Közvetítésével számos arab szó került be születő újlatin (spanyol, portugál, katalán) nyelvekbe, és jelentős szerepet játszott e nyelvek déli változatainak kialakulásában is. Egyes nyelvészek a sztenderd portugál, valamint a spanyol nyelv andalúz nyelvjárásának számos jellemző hangtani tulajdonságát mozarab hatásnak vélik.
Sok archaikus vonást megőrzött, többek között az igeragozásban a szóvégi mássalhangzókat: például kiered szemben a kasztíliai spanyol quiere „akar” alakkal (vö. latin QUÆRET); a részes névmás mib(i), tib(i) alakjait (vö. latin MIHI, TIBI); stb. Hangtani jellegzetessége, hogy a latin s-t nem sz-nek, hanem s-nek – IPA [ʃ] – ejtették (talán innen származik a portugál s hasonló ejtése szóvégi és mássalhangzó előtti helyzetekben). Megőrizte a latin szókezdő cl-, fl-, pl- csoportok eredeti ejtését (ezek a spanyolban ll- hanggá váltak).

## Példaszöveg
Az alábbi szöveg egy mozarab nyelvjárásban írt vers (részlete) a 11. századból:
| Mozarab | Spanyol | Portugál |
| --- | --- | --- |
| Mio sîdî ïbrâhîm yâ tú uemme dolge fente mib de nohte in non si non keris irey-me tib gari-me a ob legar-te | Mi señor Ibrahim, ¡oh tú, hombre dulce! vente a mí de noche. Sino, si no quieres, iréme a ti, dime adónde encontrarte. | Meu senhor Ibrâhim, ó tu, homem doce! vem a mim de noite. Senão, se não queres, ir-me-ei a ti, diz-me onde te encontro. |